# 715 до н. е.

## Події
- Нубійський цар Шабака захопив весь Стародавній Єгипет, XXV династія залишається єдиною правлячою.
- Ассирійський цар Саргон II почав багаторічну війну проти Мідії, перемога Саргона над коаліцією Урарту, Мани, Мідії та інших царств.